# 弗勒希察
弗勒希察（羅馬尼亞語：Vlăhița）是羅馬尼亞的城鎮，位於該國中部，距離首府米耶爾庫雷亞丘克20公里，由哈爾吉塔縣負責管轄，面積98.49平方公里，海拔高度860米，2007年人口7,014，大多數居民信奉天主教。